# HMS Chatham (1758)
HMS Chatham (1758) — 50-пушечный корабль 4 ранга Королевского флота. Шестой корабль Его величества, названный в честь города Чатем. Позже переименован в Tilbury.

## Постройка
Этот проект Сюрвейера Джозефа Эллина уже радикальнее отошел от размеров, предписанных уложением 1745 года. Военно-морской комитет призывал к постройке более крупных кораблей, и Адмиралтейство заручилось разрешением Тайного совета на увеличение длины на 3 фута и уменьшение ширины на фут, чтобы добиться лучших обводов. 
Вариант предыдущего проекта Эллина предлагал удлиненный и суженный корпус. Он и был одобрен 8 ноября 1752 года. Строился как малый, «экономичный» линейный корабль. После 1765 года уже не считался в полном смысле линейным, и назывлся просто «50-пушечный двухдечный корабль». 
Заказан 20 октября 1752 года. Название присвоено 22 ноября. Заложен 14 декабря 1752 года. Корабельный мастер Пирсон Лок умер в декабре 1755 года, после него работы продолжал Эдвард Эллин. Спущен на воду 25 апреля 1758 года в Портсмуте. Достроен 23 мая 1758 года там же. 

## Служба
Хотя Chatham не был в море с 1783 года, он просуществовал на рейдовой службе очень долго.
Участвовал в Семилетней войне.
1758 — вступил в строй в феврале, капитан Джон Локкарт (англ. John Lockhart); крейсировал в Северном море и в Канале.
1759 — 13 мая совместно с HMS Venus и HMS Thames взял французский фрегат Aréthuse; июнь-июль, с эскадрой Родни в Канале; октябрь, с эскадрой Даффа, затем входил во флот адмирала Хока, блокировал порты западной Франции; октябрь-ноябрь, действовал в районе бухты Киберон, в том числе 20 ноября — сражение в бухте Киберон; затем в блокаде Баскского рейда.
1760 — апрель, капитан Томас Линн (англ. Thomas Lynn); 8 июня ушел в Ост-Индию.
1761 — с эскадрой контр-адмирала Корниша, Ост-Индия. Корниш привел свои 4 корабля в Бомбей для ремонта, затем отправился к югу, в надежде встретить подкрепления из Англии, Нехватка припасов заставила его зайти в Мадрас, но Chatham, не отличавшийся хорошим ходом, отстал и вместе с HMS York пошел на мыс Доброй Надежды. Здесь от фрегата HMS Terpsichore они узнали, что экспедиция отменена.
1764 — по окончании войны вернулся в Англию; апрель, выведен в резерв и рассчитан.
1766 — январь-июнь, прошел малый ремонт и оснащение в Портсмуте; февраль, капитан Джон Фалкингхем (англ. John Falkingham); 5 июня ушел на Подветренные острова.
1767 — август, капитан Чарльз Бакнер (англ. Charles Buckner), флагман вице-адмирала Томаса Пая, Подветренные острова.
1769 — апрель, капитан Роберт Грегори (англ. Robert Gregory); август, вернулся в Англию, выведен в резерв и рассчитан.
1770 — март, средний ремонт в Портсмуте по июнь 1772 года.
1772 — возвращен в строй в марте, капитан Чарльз Томпсон (англ. Charles Thompson), флагман вице-адмирала Уильяма Парри; 12 июня ушел на Подветренные острова.
1773 — май, капитан Джеймс Уорт (англ. James Worth), по-прежнему флагман Парри;
Участвовал в Американской революционной войне.
1775 — июль(?) вернулся домой, выведен в резерв и рассчитан; возвращен в строй в сентябре, капитан Джон Рэйнор (англ. John Raynor); флагман контр-адмирала (с февраля 1776 вице-адмирала, с июля лорда) Молине Шулдама; назначен на Ямайку; 30 октября ушел в Северную Америку.
1776 — в операциях под Нью-Йорком; декабрь, был при высадке в Род-Айленде.
Май, на бочке против военно-морской верфи в Галифаксе. К началу июля стоял в 5 милях на NNE ½ E от водной пристани на Статен-Айленде рядом с Нью-Йорком.
1 декабря капитан Тобиас Колфилд (англ. Tobias Caulfield), с временным коммодором Паркером на борту и с эскадрой из пяти 50-пушечных, включая HMS Preston, HMS Centurion, HMS Renown и HMS Experiment, несколькими малыми кораблями и 7000 войск, вышел из Нью-Йорка и 8 декабря высадил войска в Ньюпорт (Род-Айленд) и залив Наррагансетт, до этого бывший популярной стоянкой для приватиров. Ньюпорт оставался в британских руках последующие три года.
1777 — март, капитан Тобиас Колфилд; под брейд-вымпелом капитана сэра Питера Паркера; май, флагман Питера Паркера, уже контр-адмирала.
1778 — вернулся в Англию; апрель-сентябрь, малый ремонт и оснащение в Ширнесс; возвращен в строй в мае, капитан Уильям Корнуоллис; июнь, капитан Уильям Аллен (англ. William Allen), Флот Канала.
1779 — 23 марта вышел навстречу ост-индскому конвою; затем в Средиземное море.
19 ноября совместно с HMS Hussar взял испанский корабль Nuestra Señora del Buen Consejo, вооруженный en flûte.
1780 — январь-апрель, оснащение и обшивка медью в Ширнессе; затем Канал и Северное море; 18 мая взял 10-пушечный французский корсар — куттер L’Alexandrine; ноябрь, капитан сэр Джон Орд (англ. John Orde); 1 декабря ушел в Северную Америку.
1781 — март, был в Чесапикских операциях, 9 июня взял американский приватир George Washington; июль, капитан Эндрю Дуглас (англ. Andrew Snape Douglas); 2 сентября у Бостона взял французский фрегат Magicienne (32);
20 марта с эскадрой доставил 2000 войск из Нью-Йорка в Чесапик и Джеймс-ривер. 2 сентября после долгой погони нагнал французский фрегат Magicienne (32), шедший из Бостона в Портсмут (Нью-Гэмпшир). Хотя фрегат был явно слабее, он в течение 30 минут обменивался залпами с Chatham, и только затем, после потери 32 убитыми и 86 ранеными, спустил флаг. Chatham, напротив, потерял всего 2 человек убитыми и 4 ранеными.
5 октября взял американский приватир General Starke; 31 октября взял приватир Hyder Ali.
1783 — выведен в резерв и рассчитан; ноябрь, подготовлен в отстой в Плимуте.

### Французские революционныеиНаполеоновские войны
1791 — блокшив, мачтовый кран в Чатеме.
1797 — январь-апрель, переделан под лазарет выздоравливающих в Плимуте, для перевода в Фалмут.
1800 — лейтенант Джеймс Мандерсон (англ. James Manderson); плавучая казарма новобранцев в Фалмуте.
1802 — март, выведен в резерв.
1805 — декабрь, переделан в плавучий пороховой склад в Чатеме, для перевода в Плимут.
1810 — 29 июня переименован в Tilbury.
Отправлен на слом в Чатеме в мае 1814 года.